# Gerande spanner
De gerande spanner (Lomaspilis marginata) is een dagactieve nachtvlinder uit de familie Geometridae (spanners). Hij komt voor in parken, tuinen, loof- en gemengde bossen, vooral in vochtige, wat schaduwrijke gebieden.
De vliegtijd is van april tot in oktober. De rupsen leven op populier, wilg en hazelaar.

## Kenmerken
De gerande spanner is een relatief kleine mot met een spanwijdte van 30 tot 38 millimeter. Hij is een van de weinige spanners die ook overdag actief is. De vleugeltekening is kenmerkend en niet te verwarren met een andere mot. De vleugels hebben een witte, soms geelachtige basiskleur en zijn bekleed met donkerbruin tot bijna zwart. Het vlekkenpatroon van de zoom is variabel. 
De camouflagevlekken zijn uiterst effectief, de vlinders zien eruit als vogelpoepjes. Ze worden door vogels zelden herkend.

## Voorkomen
De gerande spanner komt veel voor in zijn verspreidingsgebieden, hij kan worden waargenomen in Midden- en Noord-Europa en in de loofbossen van Azië. De vlinder is algemeen in Nederland en België. 

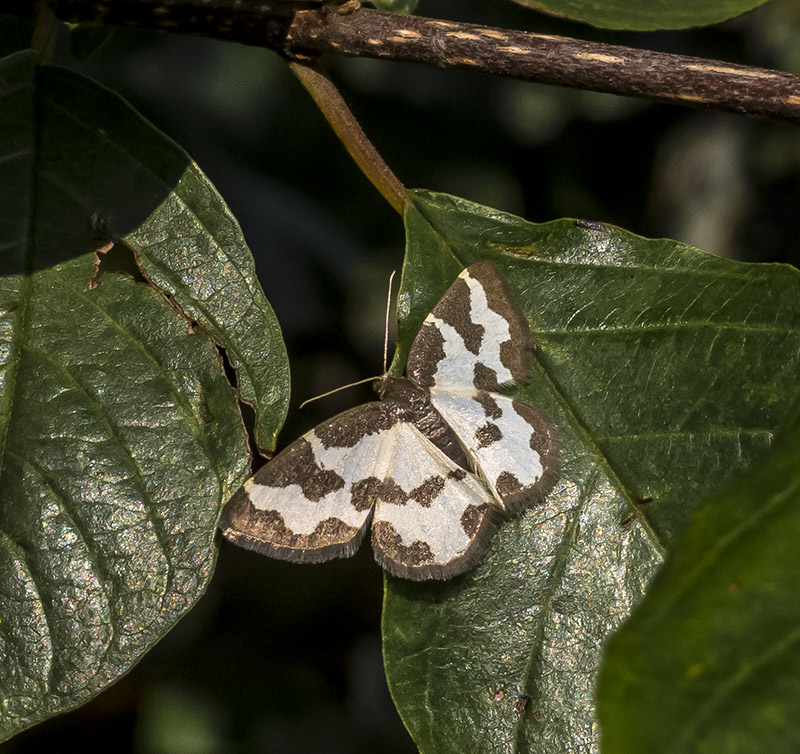
Gerande spanner in het Aamsveen